# Burano
Burano – włoska wyspa położona na Lagunie Weneckiej. Wyspa jest oddalona od Wenecji o około 7 km a jej populacja wynosi 4000 mieszkańców. Najbliżej położoną wyspą należącą do archipelagu wysp laguny weneckiej jest Torcello.

## Historia
Pierwszymi osadnikami na wyspie byli kolonizatorzy pochodzący z Imperium rzymskiego. W VI wieku wyspa została zasiedlona przez mieszkańców Altinum.
W czasie swojego istnienia wyspa była znana z produkcji oraz wytwarzania koronek. W XVI wieku przemysł ten przeżywał boom i wyspa szybko się rozwinęła. Wkrótce potem materiał, z którego wytarzane były koronki, okrążył Europę, przez co skończyło się zapotrzebowanie na wytwarzanie tego materiału z Burano. 
Od XVIII wieku aż do 1872 roku przemysł koronkowy na wyspie praktycznie zanikł. W 1872 na wyspie otworzono szkołę koronkarstwa. Po jej otwarciu nastąpił kolejny boom na koronki pochodzące z Burano, jednakże rosnące ceny tego materiału w XX wieku spowodowały zamknięcie szkoły i ponowne zaprzestanie produkcji koronek na wyspie.
Burano jest także słynne dzięki kolorowym domom, które są szczególnie popularne wśród lokalnych artystów. Słynny francuski projektant oraz wynalazca Philippe Starck posiada trzy domy na wyspie.

## Zabytki
- Kościół San Martino z kampanilą i obrazem Giambattista Tiepolo Ukrzyżowanie z 1727 r.
- Kościół Santa Barbara
- szkoła i muzeum koronkarstwa